# بن یاگان
بن یاگان (ارمنی: Բեն Յագան; انگلیسی: Ben Yagan؛ زادهٔ ۹ مهٔ ۱۹۹۵) بازیکن فوتبال در پست مهاجم ارمنی‌تبار اهل بلژیک است.

## باشگاهی
از باشگاه‌هایی که در آن بازی کرده‌است می‌توان به OH Leuven، Heist، Dessel Sport و Roeselare اشاره کرد.